# Högdager
Med högdager menas de ljusaste områdena i ett solbelyst motiv. Om kontrastomfånget är  1:1000 eller mer i ljusstyrka i ett sådant motiv klarar inte ett fotografiskt negativ av att avbilda ett sådant motiv.